# Einar Skavlan
Einar Kielland Skavlan (30 de juliol de 1882 – 16 d'agost de 1954) va ser un periodista, editor de diaris, crític teatral i director de teatre noruec.

## Biografia
Skavlan va néixer a Frogn. El seu pare, Olaf Skavlan, va ser escriptor, historiador literari i professor. També va ser pare de l'actriu i directora de teatre Merete Skavlan.
Skavlan va ser periodista de Verdens Gang des de 1907 i de Tidens Tegn des de 1910. Va ser redactor en cap de Dagbladet des de 1915 fins a 1954, llevat del seu període com a director del Teatre Nacional de 1928 a 1930.
Era membre de l'Associació Noruega pels Drets de la Dona, on el seu pare havia estat membre de la primera junta directiva.
De l'1 d'abril de 1942 al 19 d'octubre de 1943, mentre exercia com a redactor en cap de Dagbladet, va ser empresonat al camp de concentració de Grini.